# Kammerstein (zřícenina hradu)
Zřícenina hradu Kammerstein je bývalý hrad na okraji městysů Perchtoldsdorf a Kaltenleutgeben v okrese Mödling v rakouské spolkové zemi Dolní Rakousy.

## Poloha
Zbytky hradu se nacházejí v jižním údolí řeky Liesingu v nadmořské výšce 420 metrů.

## Historie
Zřícenina se dnes počítá mezi nejstarší zříceniny hradů pocházejících z 11. století. Původní název hradu Chemerstain není odvozen od šlechtického rodu ale od úřadu jeho zakladatele Otty II. z Perchtoldsdorfu, "rakouského komořího".
Hrad postavil jako výšinný Otto II., poté co byl původní hrad Perchtoldsdorf za Otty I. při šlechtickém povstání vypálen. Ottovi II. se však podařilo získal si zpět přízeň císaře Fridricha II. (1194-1250).
Za Rudolfa I. Habsburského (1218-1291) byl hrad lénem, byl však znovu obsazen. Rakouská šlechta se bouřila proti synovi Rudolfa I. Albrechtu I. (1255-1308). Otto II. zemřel v Lilienfeldu a je pohřben v tamním klášteře Lilienfeld. Také jeho syn Otto III. se zúčastnil povstání. Když byl hlavní hrad Perchtoldsdorf zničen, stáhl se Otto zpátky na hrad Kammerstein. Teprve za použití lsti se ho podařilo vylákat do Vídně, načež se jeho nepřátelé zmocnili hradu. Otto prý z Vídně viděl hořící hrad. Následovalo jeho doživotní uvěznění.

## Popis
Hrad měl rozlohu 40 × 25 metrů, s 15 metrů vysokým opevněním. Díky tomu, že přístupu bránily ze tří stran příkré skály, byl hrad dostupný jenom přes padací most o šířce jednoho metru. Na jihovýchodní okrouhlé zdi byl postaven čtyřpodlažní palác.
Na nejvyšším místě stála pětistranná hradní věž se zdmi až tři metry silnými. Do jednotlivých pater byl přístup pouze po žebřících.
Do dnešních dní se dochovala pouze okružní zeď a zbytky zdiva hradní věže.